# Hengshan, Yulin
Hengshan är ett härad som lyder under Yulins stad på prefekturnivå i Shaanxi-provinsen i norra Kina.